# Ava's Demon
Ava´s Demon es un webcomic escrito y dibujado por Michelle Czajkowski. El cómic, el cual ha estado activo desde 2012, es conocido por su estilo de arte pintado y animaciones. La primera publicación física de Ava's Demon fue lanzada en 2013 después de un exitoso proyecto Kickstarter.

## Contenido
Ava's Demon está situado en un universo de viajes interplanetarios y grandes avances científicos, donde ciertas personas han obtenido poder a través de ciencia. El cómic sigue a Ava Ire, una niña que tiene un demonio personal que la presiona durante toda su vida para que se suicide. Cuando Ava se entera de los motivos del demonio (que es una mujer), acepta una misión de ella para conseguir una segunda posibilidad de vida.
El cómic principalmente hace uso de paneles sencillos en cada página, a través de los cuales el lector puede avanzar haciendo clic en el botón "next". Además, Ava's Demon algunas veces presenta animación y música streamed a través de Vimeo y YouTube/Youtube.

## Desarrollo
Czajkowski sabía desde niña que  quería ser dibujante. Ella orientó su carrera a la animación 3D y trabajado para Pixar y Dreamworks. Mientras hacía un internado en Pixar, ella aprendió el proceso  de crear historias exitosas. Czajkowski Empezó trabajar en Ava's Demon  durante su tiempo libre mientras trabajaba en Dreamworks – al mismo tiempo, ella no esperaba que fuera una carrera sostenible. Ava's Demon estuvo inspirado en El Quinto Elemento y Alien, así como en las películas dirigidas por Stanley Kubrick.
En 2013, Czajkowski empezó un proyecto micromecenazgo a través de Kickstarter para publicar el primer volumen de Ava's Demon . Además del libro a todo color, Czajkowski ofreció descargas para los cómics animados. El webcomic exitosamente recaudó $217,036 USD en junio de 2013. En 2015, otra campaña Kickstarter fue lanzada para publicar el segundo volumen de Ava's Demon, así como a reimprimir el primer volumen. Junto con las donaciones, un capítulo animado sería creado por Studio Yotta, conocidos por sus vídeos animados para grupo de comedia de internet Starbomb. La campaña fue financiada con éxito.

## Recepción
Lauren Davis de io9 dijo que la experiencia multimedia complementa el sentido del humor de Czajkowski y que  disfrutó los aspectos surreales de la narrativa de Czajkowski. Davis describió el cómic como "maravilloso," pero especificó que Ava's Demon es "más que una cara bonita." La revista "Paste" valoró Ava's Demon entre los mejores webcomics de 2014 añadiendo:  "maravillosos paneles con una historia intrigante," y en 2015, Juliet Kahn de Comics Alliance describió Ava's Demon como "uno de los cómics más luminosamente hermosos actualmente producidos."
Kris Straub, creador de varios webcomics, alabó a Ava's Demon por sus animaciones y su estilo pintado.